# Rödmossatjärnen, Västerbotten
Rödmossatjärnen är en sjö i Umeå kommun i Västerbotten och ingår i Sävaråns huvudavrinningsområde.